# 洪尚捷
洪尚捷（2010年9月25日—），台灣新生代男歌手、童星。

## 比賽經歷
2016年10月參加 三立台灣台《超級紅人榜》「小小歌王擂台賽」。
2018年10月參加 民視《台灣那麼旺 Taiwan NO.1》「青少年組」賽事。
2019年3月二度參加 民視《台灣那麼旺 Taiwan NO.1》「青少年組」賽事，並於2020年7月18日衛冕10關畢業。
2023年8月20日受邀擔任 三立台灣台 《超級紅人榜》「偶像組」鄧品硯第18關 地獄魔王車輪戰的魔王。

## 團體
2020年與 楊博智 合組「CPBOYS 萌力男孩」，成台灣年紀最小男孩團體。

## 參與MV拍攝經歷
2019年12月16日參與 蔡小虎「今生一段情」MV拍攝。
2020年1月20日參與 謝雷「咖啡香」MV拍攝。

## 演出作品
2022年6月參與 黎明技術學院 學生戲劇作品《吾家渴歸》演出，飾演外籍僑生小俊。
2024年1月參與 客家電視台 電視電影《蒼蠅歌手》客串演出，飾演學生丁大偉。

## 音樂作品
2022年 1月 14日以「CPBOYS 萌力男孩」團體發行首張專輯「校園西遊」，其中收錄一首個人單曲「謝謝你們」。